# Blankaholm
Blankaholm är en småort på Sveriges ostkust, belägen i Hjorteds socken i södra Västerviks kommun, Kalmar län. Intill Blankaholm finns Blankavikens naturreservat.

## Historia
Enligt sägnen kom drottning Blanka av Namur inseglandes från Gåsfjärden till Blankafjärden och tyckte så mycket om det hon såg, att hon döpte en holme till Blanka-holme. 
Blankaholms samhälle växte upp kring "Sågen" som startade omkring 1890 och blev med tiden en av Sydsveriges större. Den ingick länge i Norrköpings Exporthyvleri AB som ägdes av familjen Danielsson. 1946 utbröt en förödande eldsvåda som ödelade torkanläggning, sorteringsverk och maskinhus, samt allt intilliggande virke. Vid återuppbyggnaden av sågverket använde man sig av den senaste tekniken, och sågverket ansågs som södra Sveriges modernaste. Sågen lades ned 1979 och av byggnaderna återstår endast en del grunder i anslutning till marinan.

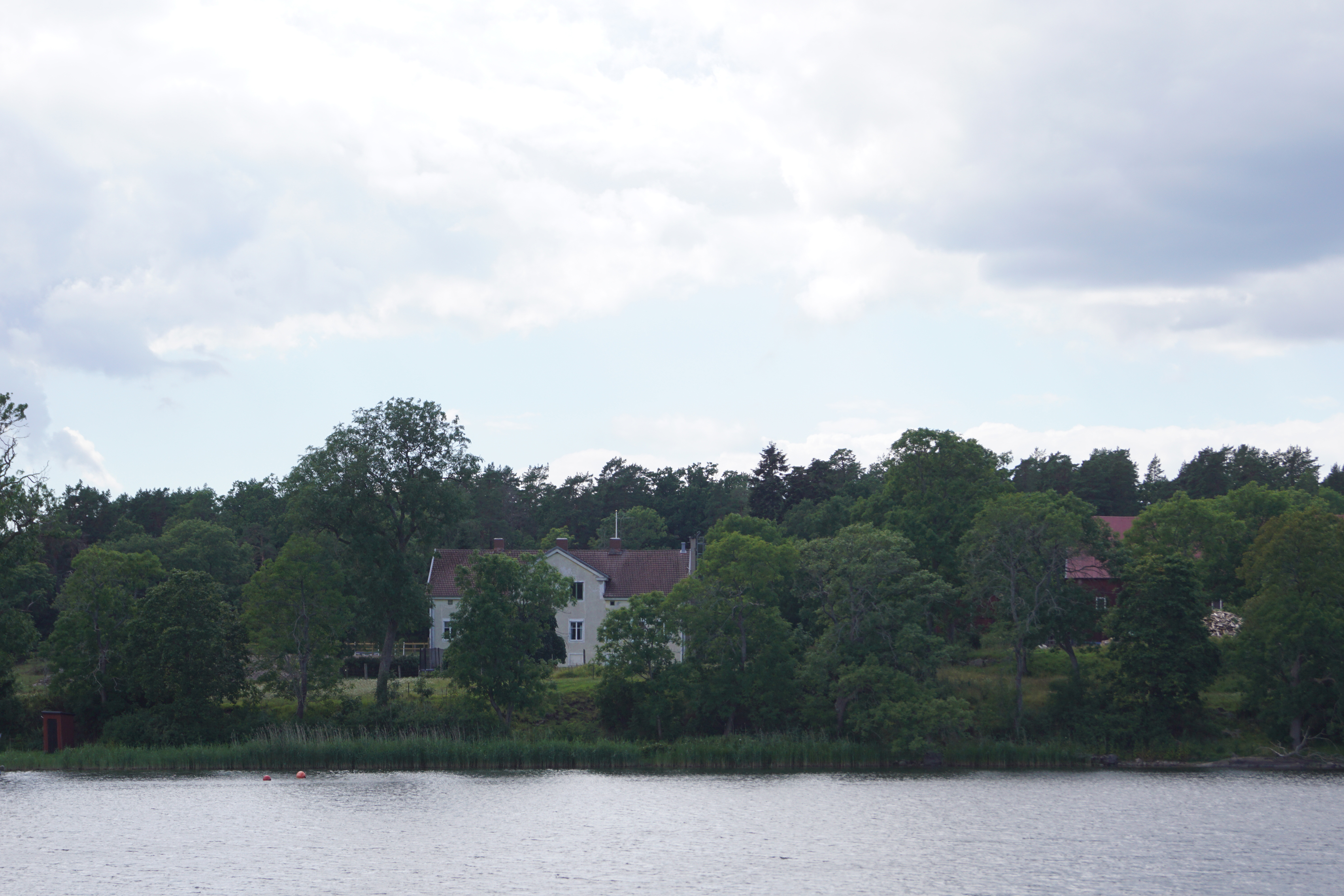
Blankaholms gård.

### Befolkningsutveckling
| Befolkningsutvecklingen i Blankaholm 1960–2015 | Befolkningsutvecklingen i Blankaholm 1960–2015 | Befolkningsutvecklingen i Blankaholm 1960–2015 | Befolkningsutvecklingen i Blankaholm 1960–2015 | Befolkningsutvecklingen i Blankaholm 1960–2015 |
| ---------------------------------------------- | ---------------------------------------------- | ---------------------------------------------- | ---------------------------------------------- | ---------------------------------------------- |
|                                                |                                                |                                                |                                                |                                                |
| År                                             |                                                |                                                | Folkmängd                                      | Areal (ha)                                     |
| 1960                                           | 1960                                           |                                                | 212                                            |                                                |
| 1965                                           | 1965                                           |                                                | 237                                            |                                                |
| 1970                                           | 1970                                           |                                                | 321                                            |                                                |
| 1975                                           | 1975                                           |                                                | 274                                            |                                                |
| 1980                                           | 1980                                           |                                                | 222                                            | 54                                             |
| 1990                                           | 1990                                           |                                                | 205                                            | 54                                             |
| 1995                                           | 1995                                           |                                                | 201                                            | 54                                             |
| 2000                                           | 2000                                           |                                                | 186                                            | 52#                                            |
| 2005                                           | 2005                                           |                                                | 169                                            | 52#                                            |
| 2010                                           | 2010                                           |                                                | 162                                            | 50#                                            |
| 2015                                           | 2015                                           |                                                | 128                                            | 55#                                            |
| Anm.: Upphörde som tätort 2000. # Som småort.  |                                                |                                                |                                                |                                                |

## Samhället

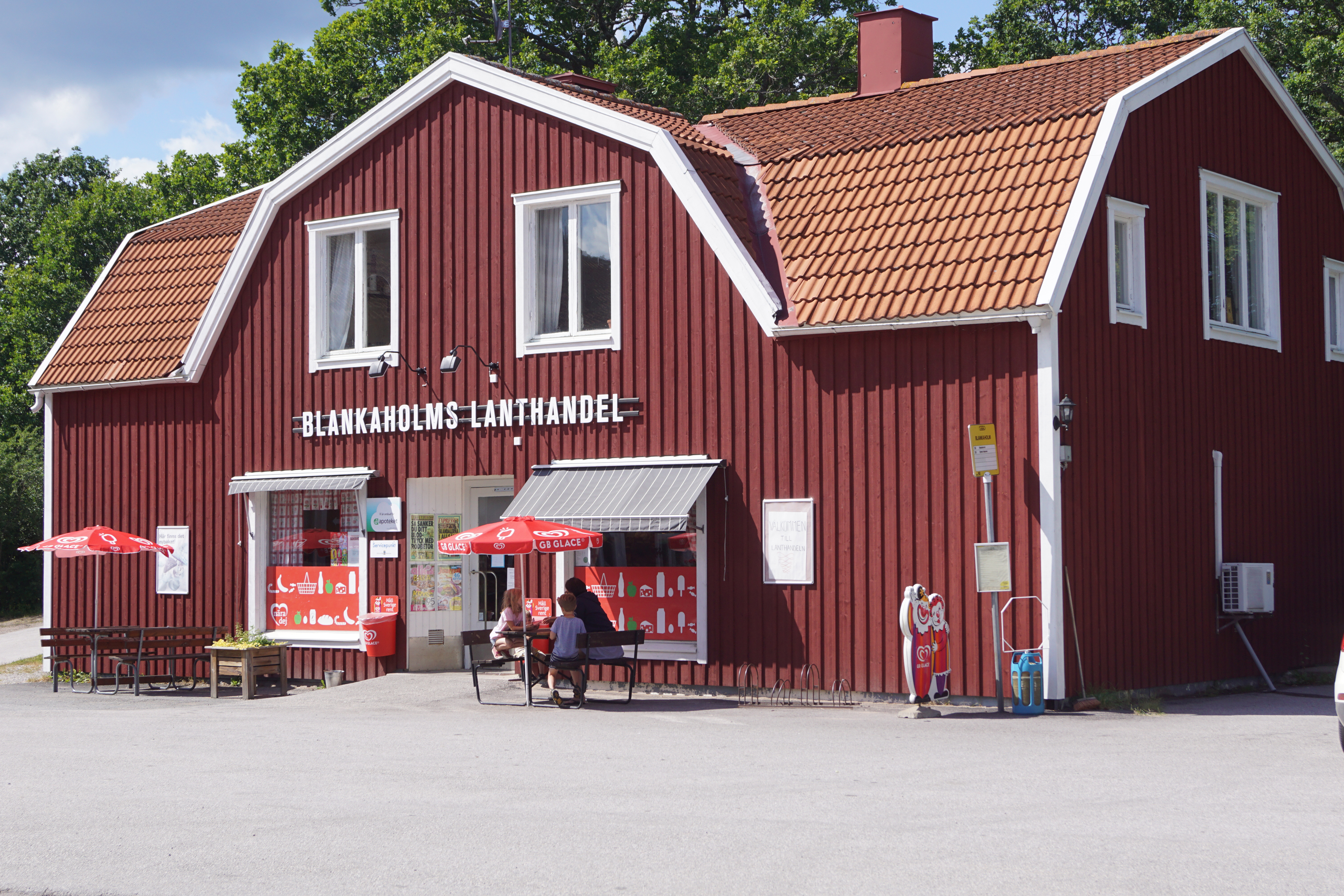
Blankaholms lanthandel.

Här finns en örtagård, ett småbåtsvarv och en marina.
Lanthandeln i Blankaholm har haft olika ägare. År 2011 var den nedläggningshotad. År 2017 såldes den till en ny ägare. År 2020 var den åter till salu.

## Personer med anknytning till orten
Konstnären och träskulptören Gösta Holmer kommer från Blankaholm, liksom Otto Dandenell, lantbrukare och politiker